# Roger Roca
Roger Roca Dalmau (Igualada, 6 de mayo de 1978) es un deportista español que compitió en duatlón. Ganó dos medallas en el Campeonato Mundial de Duatlón de 2011 y una medalla en el Campeonato Europeo de Duatlón de 2008.

## Palmarés internacional
| Campeonato Mundial | Campeonato Mundial | Campeonato Mundial | Campeonato Mundial |
| Año                | Lugar              | Medalla            | Prueba             |
| ------------------ | ------------------ | ------------------ | ------------------ |
| 2011               | Gijón (España)     | Medalla de oro     | Individual         |
| 2011               | Gijón (España)     | Medalla de bronce  | Relevo mixto       |
| Campeonato Europeo |                    |                    |                    |
| Año                | Lugar              | Medalla            | Prueba             |
| 2008               | Serres (Grecia)    | Medalla de plata   | Relevos            |